# Ернест Руні
Ернест Руні (англ. Ernest Roney, 8 червня 1900 — 23 березня 1975) — британський яхтсмен.
Срібний призер Олімпійських Ігор 1924 року в класі 8 метрів.